# Santa Margarida (Guixers)
Santa Margarida és una muntanya de 1.669,1 metres que es troba a la Vall de Lord entre els municipis de Guixers (Solsonès) i de Gòsol (Berguedà).